# Valentin Tanner
Valentin Tanner (Genf, 1992. október 2. –) olimpiai bronzérmes svájci curlingjátékos.

## Élete
Nyolcéves korában kezdett curlingezni. 2010-ben – Peter de Cruzzal és Benoît Schwarz-cal alkotta csapattal – aranyérmesként végzett a svájci junior világbajnokságon, melyen sikeresen legyőzték Skóciát. A rákövetkező évben viszont csak a második helyet sikerült megszerezniük. Sportpályafutása során két világbajnoki bronzérmet (2014, 2017), egy Európa-bajnoki ezüst- (2015) és két bronzérmet (2016, 2017) sikerült begyűjtenie.
2018-ban, a De Cruz–Schwarz–Tanner összeállítású csapat, Claudio Pätz-cel kiegészülve képviselte Svájcot a dél-koreai Phjongcshangban rendezett XXIII. téli olimpiai játékokon, ahol a harmadik helyért vívott csatában legyőzték a kanadaiakat.